# Brad Stuart
Brad Stuart (* 6. listopadu 1979 v Rocky Mountain House, Alberta) je bývalý kanadský hokejový obránce.

## Kariéra v NHL
Draftován byl v roce 1998 v 1. kole týmem San Jose Sharks. Do NHL se prosadil v roce 1999 a hned ve své 1. sezóně za San Jose nasbíral 36 bodů. V roce 2005 se stal součástí velkého trejdu a byl společně s dalšími hráči poslán do Bostonu Bruins za Joea Thorntona. Tam vydržel do roku 2007, pak byl vyměněn do Calgary Flames, kde jen dohrál sezónu a jako volný hráč se upsal Los Angeles Kings. Odtud byl v roce 2008 vyměněn do Detroitu Red Wings, kde hned vyhrál svůj první Stanley Cup. V Detroitu zůstal až do června 2012, kdy si vyžádal výměnu zpět do San Jose. Stuart byl po sportovní stránce v Detroitu spokojen, ale jeho rodina bydlí v Los Angeles a on od ní byl čtyři roky odloučen. Detroit mu jeho přání splnil a do San Jose ho vyměnil.

## Reprezentační kariéra
Stuart žádné velké reprezentační úspěchy nemá a to hlavně kvůli tomu, že téměř vždy hrál Play off NHL. Za Kanadu si zahrál na dvou mistrovstvích světa a v 16 zápasech zaznamenal 5 bodů.

## Ocenění a úspěchy
- 1998 CHL - Top Prospects Game
- 1998 WHL - Druhý All-Star Team (východ)
- 1999 CHL - První All-Star Tým
- 1999 CHL - Nejlepší obránce
- 1999 WHL - První All-Star Tým (východ)
- 1999 WHL - Bill Hunter Memorial Trophy
- 2000 NHL - All-Rookie Team

## Prvenství
- Debut v NHL - 2. října 1999 (San Jose Sharks proti Calgary Flames)
- První gól v NHL - 2. října 1999 (San Jose Sharks proti Calgary Flames, brankáři Grant Fuhr)
- První asistence v NHL - 4. října 1999 (San Jose Sharks proti Chicago Blackhawks)

## Klubové statistiky
| Sezona       | Klub               | Soutěž       | Základní část | Základní část | Základní část | Základní část | Základní část | Play off | Play off | Play off | Play off | Play off |
| Sezona       | Klub               | Soutěž       | Z             | G             | A             | B             | TM            | Z        | G        | A        | B        | TM       |
| ------------ | ------------------ | ------------ | ------------- | ------------- | ------------- | ------------- | ------------- | -------- | -------- | -------- | -------- | -------- |
| 1995–96      | Regina Pats        | WHL          | 3             | 0             | 0             | 0             | 0             | —        | —        | —        | —        | —        |
| 1996–97      | Regina Pats        | WHL          | 57            | 7             | 36            | 43            | 58            | 5        | 0        | 4        | 4        | 4        |
| 1997–98      | Regina Pats        | WHL          | 72            | 20            | 45            | 65            | 82            | 9        | 3        | 4        | 7        | 10       |
| 1998–99      | Regina Pats        | WHL          | 29            | 10            | 19            | 29            | 43            | —        | —        | —        | —        | —        |
| 1998–99      | Calgary Hitmen     | WHL          | 30            | 11            | 22            | 33            | 26            | 21       | 8        | 15       | 23       | 59       |
| 1999–00      | San Jose Sharks    | NHL          | 82            | 10            | 26            | 36            | 32            | 12       | 1        | 0        | 1        | 6        |
| 2000–01      | San Jose Sharks    | NHL          | 77            | 5             | 18            | 23            | 56            | 5        | 1        | 0        | 1        | 0        |
| 2001–02      | San Jose Sharks    | NHL          | 82            | 6             | 23            | 29            | 39            | 12       | 0        | 3        | 3        | 8        |
| 2002–03      | San Jose Sharks    | NHL          | 36            | 4             | 10            | 14            | 46            | —        | —        | —        | —        | —        |
| 2003–04      | San Jose Sharks    | NHL          | 77            | 9             | 30            | 39            | 34            | 17       | 1        | 5        | 6        | 13       |
| 2005–06      | San Jose Sharks    | NHL          | 23            | 2             | 10            | 12            | 14            | —        | —        | —        | —        | —        |
| 2005–06      | Boston Bruins      | NHL          | 55            | 10            | 21            | 31            | 38            | —        | —        | —        | —        | —        |
| 2006–07      | Boston Bruins      | NHL          | 48            | 7             | 10            | 17            | 26            | —        | —        | —        | —        | —        |
| 2006–07      | Calgary Flames     | NHL          | 27            | 0             | 5             | 5             | 18            | 6        | 0        | 1        | 1        | 6        |
| 2007–08      | Los Angeles Kings  | NHL          | 63            | 5             | 16            | 21            | 67            | —        | —        | —        | —        | —        |
| 2007–08      | Detroit Red Wings  | NHL          | 9             | 1             | 1             | 2             | 2             | 21       | 1        | 6        | 7        | 14       |
| 2008–09      | Detroit Red Wings  | NHL          | 67            | 2             | 13            | 15            | 26            | 23       | 3        | 6        | 9        | 12       |
| 2009–10      | Detroit Red Wings  | NHL          | 82            | 4             | 16            | 20            | 22            | 12       | 2        | 4        | 6        | 8        |
| 2010–11      | Detroit Red Wings  | NHL          | 67            | 3             | 17            | 20            | 40            | 11       | 0        | 2        | 2        | 8        |
| 2011–12      | Detroit Red Wings  | NHL          | 81            | 6             | 15            | 21            | 29            | 5        | 0        | 1        | 1        | 0        |
| 2012–13      | San Jose Sharks    | NHL          | 48            | 0             | 6             | 6             | 25            | 11       | 1        | 2        | 3        | 2        |
| 2013–14      | San Jose Sharks    | NHL          | 61            | 3             | 8             | 11            | 35            | 7        | 0        | 0        | 0        | 0        |
| 2014–15      | Colorado Avalanche | NHL          | 65            | 3             | 10            | 13            | 16            | —        | —        | —        | —        | —        |
| 2015–16      | Colorado Avalanche | NHL          | 6             | 0             | 0             | 0             | 0             | —        | —        | —        | —        | —        |
| Celkem v NHL | Celkem v NHL       | Celkem v NHL | 1056          | 80            | 255           | 335           | 565           | 142      | 10       | 30       | 40       | 77       |

## Reprezentace
| Rok         | Tým         | Soutěž      | Z  | G | A | B | TM |
| ----------- | ----------- | ----------- | -- | - | - | - | -- |
| 1999        | Kanada 20   | MSJ         | 7  | 0 | 1 | 1 | 2  |
| 2001        | Kanada      | MS          | 7  | 1 | 1 | 2 | 6  |
| 2006        | Kanada      | MS          | 9  | 0 | 3 | 3 | 14 |
| Celkem v MS | Celkem v MS | Celkem v MS | 16 | 1 | 4 | 5 | 20 |